# Глобалис
«Глобалис» — российский симфонический оркестр, созданный в 2000 году по инициативе известного российского дирижёра Константина Кримца. Он же возглавил коллектив в качестве художественного руководителя и главного дирижёра. Отличительной чертой оркестра является способность, в зависимости от музыкальных задач, находить новые формы взаимодействия с музыкальным материалом как современности, так и классики. Как следствие этого появился проект «ДоШкольная Классика», реализовывавшийся при поддержке Фонда Президентских грантов и грантов Мэра Москвы, стало возможным участие оркестра «Глобалис» в рок-фестивале «Нашествие» (совместно с группами «Ария», «Король и Шут», «СерьГа» и др.) и концертных программах памяти Виктора Цоя («20 лет без КИНО», «Музыка КИНО для оркестра»), были записаны композиции для многих рок-групп и популярных исполнителей. Незабываемыми как для музыкантов, так и для зрителей стали выступления оркестра «Глобалис» с прекрасными дирижерами, композиторами и исполнителями: Э. Морриконе, С. Брайтман, М. Паттоном, С. Танкяном, Т. Турунен, Б. Гребенщиковым, И. Сукачёвым, С. Галаниным, Ф. Коробовым, П. Овсянниковым, А. Шабуровым, Я. Ткаленко, К. Жарко, Д. Банаевым.
В составе классического симфонического оркестра волею музыкальной эволюции оказались собраны различные составы так называемых «малых ансамблей». Брасс-квинтет, диксиленд, ансамбль скрипачей, духовой и камерный оркестры и, конечно, струнный квартет – самый популярный и востребованный штрих в разнообразной палитре оттенков большого симфонического оркестра. По предложению японской звукозаписывающей компании «TOEI Music Corporation» записывал разнообразную музыку, в том числе балеты «Лебединое озеро», «Щелкунчик», «Дон Кихот»,                  «Шопениана», «Па-де-де из балетов»; «Времена года» П. И. Чайковского, саундтреки японских композиторов Митиру Осима к фильму                          «Жёны мафии», Каору Вада к мультфильму «Млад Киндайти», Томоки Хасэгава к компьютерной игре «История трёх стран», Рэйдзиро Короку к компьютерной игре «Бой», мультфильмам «Алхимики 1» и «Алхимики 2»; к японскому фильму «Годзилла». «Глобалис» записывал также музыку к кинофильмам «Президент и его внучка», «Афинские вечера», «Псы», «Одиннадцать молчаливых мужчин» и др.
«Глобалис» известен сотрудничеством с российскими поп- и рок-музыкантами. Он участвовал в записи песен: Земфира — сингл «Хочешь?»; «Мумий Тролль» — выступления на «Максидроме 2000» и «Необыкновенном концерте» в Гостином дворе; Николай Басков — композиция «Семь нот» (альбом «Мне 25»); группа Стаса Намина «Цветы» — композиция «Белые льдины»; Чичерина — композиция «Дорога»; Сергей Жуков — композиции «Омут» и «Десять лет»; группа «5’nizza» — композиция «Новый год»; группа «БИ-2» и Чичерина — композиция «Мой рок-н-ролл»; Сосо Павлиашвили — композиция «Родина»; Линда, группа «Русские» — несколько композиций; и др. «Глобалис» выступал с группами «Король и Шут», «Ария», Борисом Гребенщиковым и группой «Аквариум», Гариком Сукачевым, Сергеем Галаниным и группой "СерьГа", «ЧАЙФ», Николаем Носковым, на творческих вечерах Игоря Крутого и «Песне года — 30 лет», сольных концертах Алсу «Трилогия» и др. В 2011 году совместно с Юрием Каспаряном оркестр выступил в с симфоническими версиями песен группы «Кино». В 2016 году оркестр участвовал в записи концертного альбома «Песни о мире» группы     «Louna», и юбилейного концерта группы "Catharsis". В 2017 году группа «Чайф» выпустила пластинку "Теория струн", в записи которой принимал участие оркестр "Глобалис". С 2020 года Оркестр "Глобалис" принимает участие в проекте "Хип-Хоп Классика" https://www.youtube.com/channel/UCGBlSW1pOvuntShD_ZSSq_g и представляет инструментальные кавер-версии знаковых композиций русскоязычной рэп-сцены в адаптации для симфонического оркестра Ирины Шрейбер. Концепция проекта зарождалась как музыкальное мероприятие, которое сможет внушить публике, увлеченной рэпом, интерес к академической музыке. На канале проекта  уже доступны лайв-видео с симфоническими версиями главных хитов таких звезд, как Каста, Триада, Децл, Смоки Мо, Каспийский Груз и др.
Оркестр активно гастролирует и является постоянным участником различных фестивалей и торжеств.